# Knežić
Knežić je hrid u Korčulanskom otočju, u Pelješkom kanalu, a nalazi se oko 120 metara sjeverno od obale otoka Korčule, ispred istočnog dijela naselja Lumbarde.
Površine je 8.010 m2, a iz mora se uzdiže 4 metra.

## Vanjske poveznice
|  | Zajednički poslužitelj ima još gradiva o temi Knežić |